# Hörups landskommun
Hörups landskommun var en tidigare kommun i dåvarande Kristianstads län.

## Administrativ historik
Kommunen bildades i Hörups socken i Ingelstads härad i Skåne när 1862 års kommunalförordningar trädde i kraft. 
I kommunen inrättades 18 juni 1927 Löderups municipalsamhälle som även hade en del i Löderups landskommun. 
Vid kommunreformen 1952 uppgick kommunen och delen av municipalsamhället i Löderups landskommun som 1971 uppgick i Ystads kommun.

## Politik

### Mandatfördelning i Hörups landskommun 1938-1946
| 8 | 9 |

| 17 |

| 8 | 9 |

| 17 |

| 7 | 10 |

| 17 |